# سياحة المخدرات

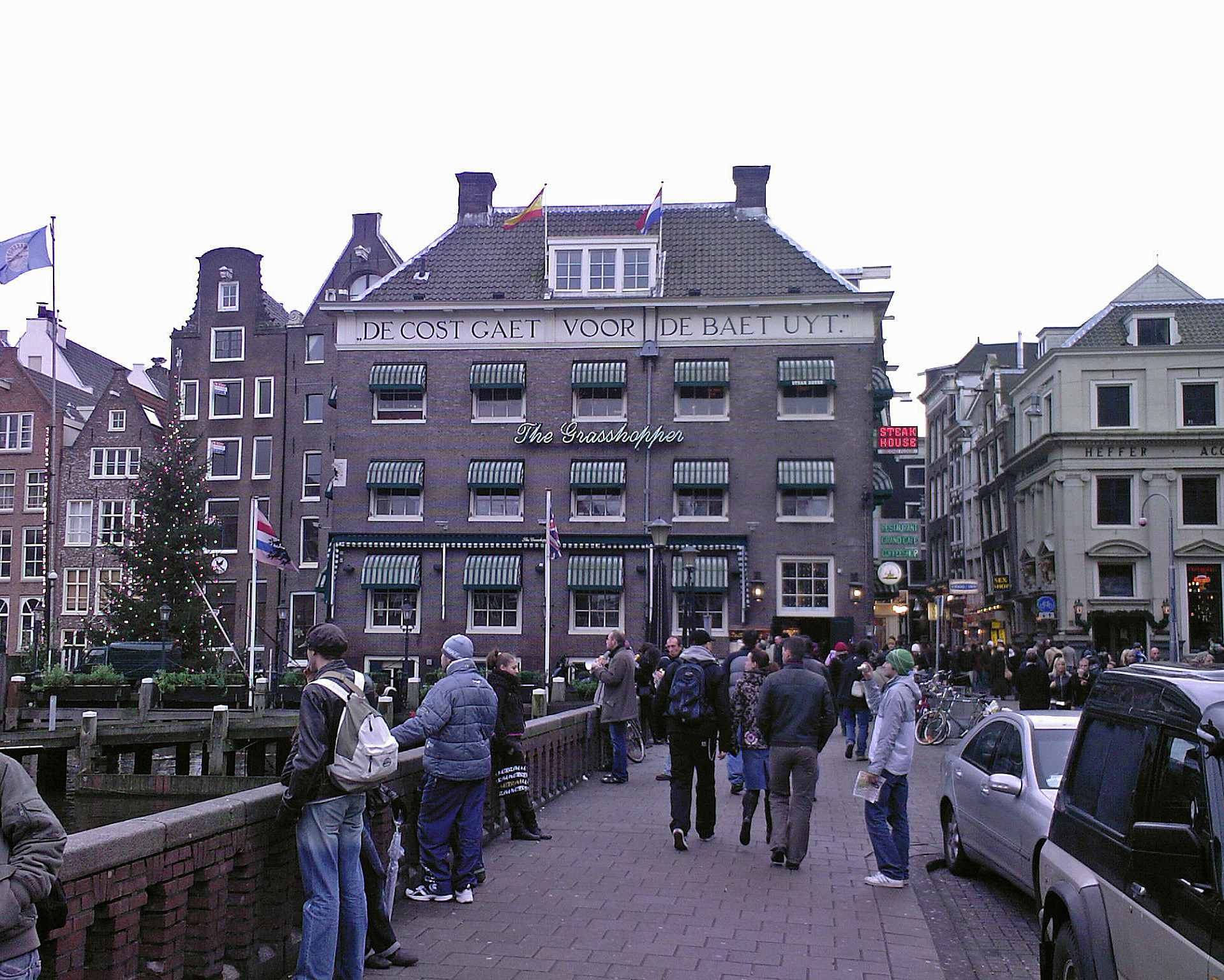
مقهى الجندب "The Grasshopper" أحد مقاهي بيع واستهلاك القنب "الحشيش" المقنن في وسط مدينة أمستردام، بهولندا.

سياحة المخدرات هو نشاط أو نوع سياحي يقوم على جذب سياحي يرتكز على استهلاك المخدرات، إما في بعض المواقع المعروفة بإنتاجها بوفرة، أو في مواقع تقنن استهلاكها وبيعها من طرف الدولة، دون التعرض لمشاكل قضائية، ومن جهة أخرى قد يزدهر هذا النوع السياحي بسبب التغاضي عن استعمالها واستهلاكها وإنتاجها وبيعها وتداولها رغم منع القوانين لذلك، نظرا للمداخيل المهمة التي تضخها في الاقتصاد المحلي بالنسبة للدول الفقيرة من جهة، أو عدم قدرة السلطات على القضاء على ازدهار تجارتها واستهلاكها وتصديرها بطرق غير شرعية في بقعة معينة، ويكون الهدف من هذا النّوع من السيّاحة إما شراء المخدرات لاستهلاكها أو المتاجرة بها وتصديرها.

## تقنين زراعة وبيع واستهلاك المخدرات الطبيعية

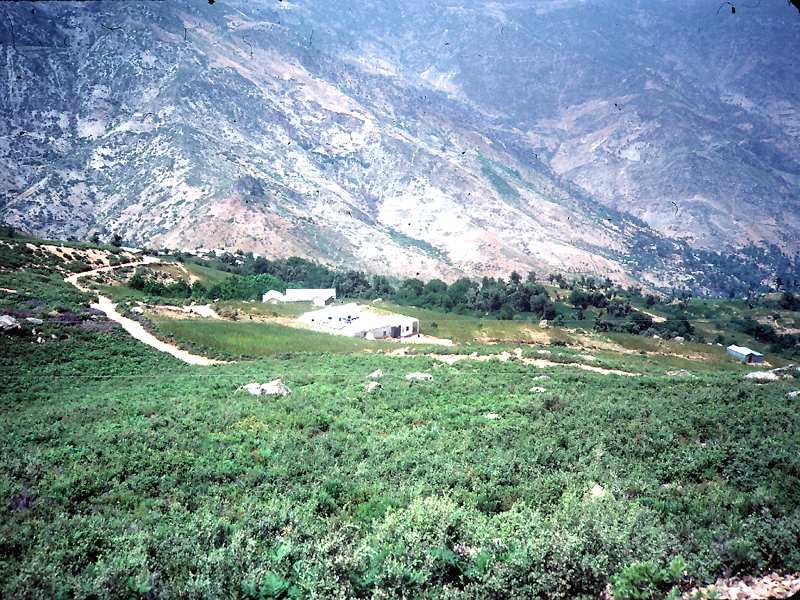
حقل لزراعة القنب الهندي في الريف المغربي

عرف موضوع تقنين الماريجوانا جدلا واسعا في السنوات الأخيرة، فقد سعت بعض الدول إلى تقنين استهلاك مخدر الماريجوانا، مثل هولاندا التي قننت إستهلاك الماريجوانا، وذلك سعيا منها إلى محاولة الفصل بين المخدرات الخفيفة والخطيرة، واستقرار عدد المدمنين الذي بقي في حدود 25 ألفاً في هولندا.[بحاجة لمصدر]
وقد قامت الأوروغواي بتشريع زراعة وإنتاج واستهلاك الماريجونا، وهو التشريع الذي أقر بتقنين بيع 40 جراما من المارجوانا لكل شخص مسجل لدى الصيدليات. الأمر الذي خلف موجة انتقادات من الأمم المتحدة.

## التخوفات والإنعكاسات
إن ارتفاع معدل الجرائم بين مستهلكي المخدرات ونوعية السياح الذين يجذبهم هذا النوع من السياحة كانتشار الضوضاء ومخالفات السير الطرقي، جعل هولندا تعيد النظر في هذا النوع من السياحة، وتجعل استهلاكها مقننا فقط للهولنديين في إطار السياحة الداخلية.
هذا إلى الجانب الأخلاقي وما قد يعنيه من تطبيع مع المخدرات، حيث تعتبر الأصوات المعارضة أن ضررها كبير على الصحة والمجتمع وتتسبب في أمراض السرطان.
وقد عارضت الأمم المتحدة أي تطبيع مع تقنين زراعة المخدرات، وعبرت الهيئة الدولية لمراقبة المخدرات التابعة للأمم المتحدة في بيان سابق عن انشغالها العميق تجاه هذه الخطوة معبرة عن انزعاجها تجاه هذه الخطوات "دون الاكتراث بالأصوات التي تعالت للتنديد بهذا المشروع الذي يتنافى مع الاتفاقيات الدولية لمكافحة المخدرات"، ومحذرة من عواقب هذا القانون الذي يجيز استهلاك الماريخوانا بالبلاد.